# Бајро
Бајро (итал. Bairo) је насеље у Италији у округу Торино, региону Пијемонт.
Према процени из 2011. у насељу је живело 569 становника. Насеље се налази на надморској висини од 369 м.

## Становништво
Према резултатима пописа становништва 2011. у општини је живело 816 становника.
| 1931. | 1936. | 1951. | 1961. | 1971. | 1981. | 1991. | 2001. | 2011. |
| ----- | ----- | ----- | ----- | ----- | ----- | ----- | ----- | ----- |
| 884   | 878   | 756   | 695   | 683   | 742   | 768   | 788   | 816   |